# Edmund Heller
Edmund Heller (21 tháng 5 năm 1875 - 18 tháng 7 năm 1939) là một nhà động vật học người Mỹ. Ông là giám đốc của Hiệp hội Vườn thú và Thủy cung trong hai nhiệm kỳ 1935-1936 và 1937-1938.

## Tiểu sử
Khi ở Đại học Stanford, ông đã thu thập các mẫu vật ở từ sa mạc Colorado và Mojave vào năm 1896-7 trước khi tốt nghiệp ngành động vật học vào năm 1901.

## Đóng góp
Năm 1907, Heller cùng với Carl Ethan Akeley trong chuyến thám hiểm châu Phi của Bảo tàng Field Columbian. Khi trở về, ông được bổ nhiệm làm Phụ trách Động vật có vú tại Bảo tàng Động vật có xương sống của Đại học California và tham gia vào Cuộc thám hiểm Alaska Alexander năm 1908.
Năm 1909, Heller bắt đầu làm việc với Viện Smithsonian khi ông được chọn làm nhà tự nhiên học cho các loài hữu nhũ lớn trong Chuyến thám hiểm châu Phi Smithsonian-Roosevelt dưới sự chỉ huy của Đại tá Theodore Roosevelt. Ông đã làm việc chặt chẽ với John Alden Loring, người làm việc với tư cách là nhà tự nhiên học tìm hiểu loài hữu nhũ nhỏ trong chuyến thám hiểm và cộng tác trong các ghi chép thực địa của mình. Khi trở về sau chuyến thám hiểm, ông là đồng tác giả của Life History of African Game Animals với Roosevelt. Heller cũng đồng hành cùng Đoàn thám hiểm châu Phi Rainey năm 1911-1912 cho Smithsonian và dẫn đầu Cuộc thám hiểm Cape đến Cairo của Smithsonian năm 1919-1920.
Heller cũng tham gia vào các chuyến thám hiểm ở Alaska với cơ quan Khảo sát Sinh học, ở Peru với Đại học Yale và Hiệp hội Địa lý Quốc gia, ở Trung Quốc với Bảo tàng Lịch sử Tự nhiên Hoa Kỳ và ở Nga với Paul J. Rainey, nhiếp ảnh gia chính thức của quân đội Séc ở Siberia.
Từ năm 1926 đến năm 1928, ông là người phụ trách loài hữu nhũ tại Bảo tàng Lịch sử Tự nhiên Field ở Chicago. Edmund Heller là giám đốc Sở thú Công viên Washington ở Milwaukee (từ năm 1928 đến năm 1935) và sở thú Fleishhacker ở San Francisco (từ năm 1935 đến năm 1939).
Ông cũng là chủ tịch của AZA từ năm 1935 đến năm 1939. Vào đầu thế kỷ 20, ông đã dẫn đầu nhiều cuộc thám hiểm đến châu Phi. Năm 1914, ông viết cuốn sách Vòng đời của thú săn tiêu khiển châu Phi với sự cộng tác của Theodore Roosevelt.
Các loài và phân loài được đặt tên để vinh danh Heller bao gồm rắn đuôi chuông Nam Thái Bình Dương (Crotalus helleri), rắn san hô Heller (Micrurus lemniscatus helleri), thằn lằn bóng (Panaspis helleri), rắn hoa cỏ cổ đỏ (Rhabdophis subminiatus helleri), nấm Taita (Turdus helleri) và Thistletail puna (Schizoeaca helleri).

## Phổ biến đại chúng
- Heller, do Paul Birchard thủ vai, xuất hiện trong loạt phim truyền hình The Young Indiana Jones trong một tập phim có Cuộc thám hiểm Smithsonian-Châu Phi (1909-1910) .

## Văn học
- Heller, Edmund (1925). "Captain Marshall Field Central African Expedition, 1925". Bảo tàng Lịch sử Tự nhiên Field. {{Chú thích tạp chí}}: Chú thích magazine cần |magazine= (trợ giúp)
- Heller, Edmund (1926). "Captain Marshall Field Central African Expedition, 1926". Bảo tàng Lịch sử Tự nhiên Field. {{Chú thích tạp chí}}: Chú thích magazine cần |magazine= (trợ giúp)